# Freak folk

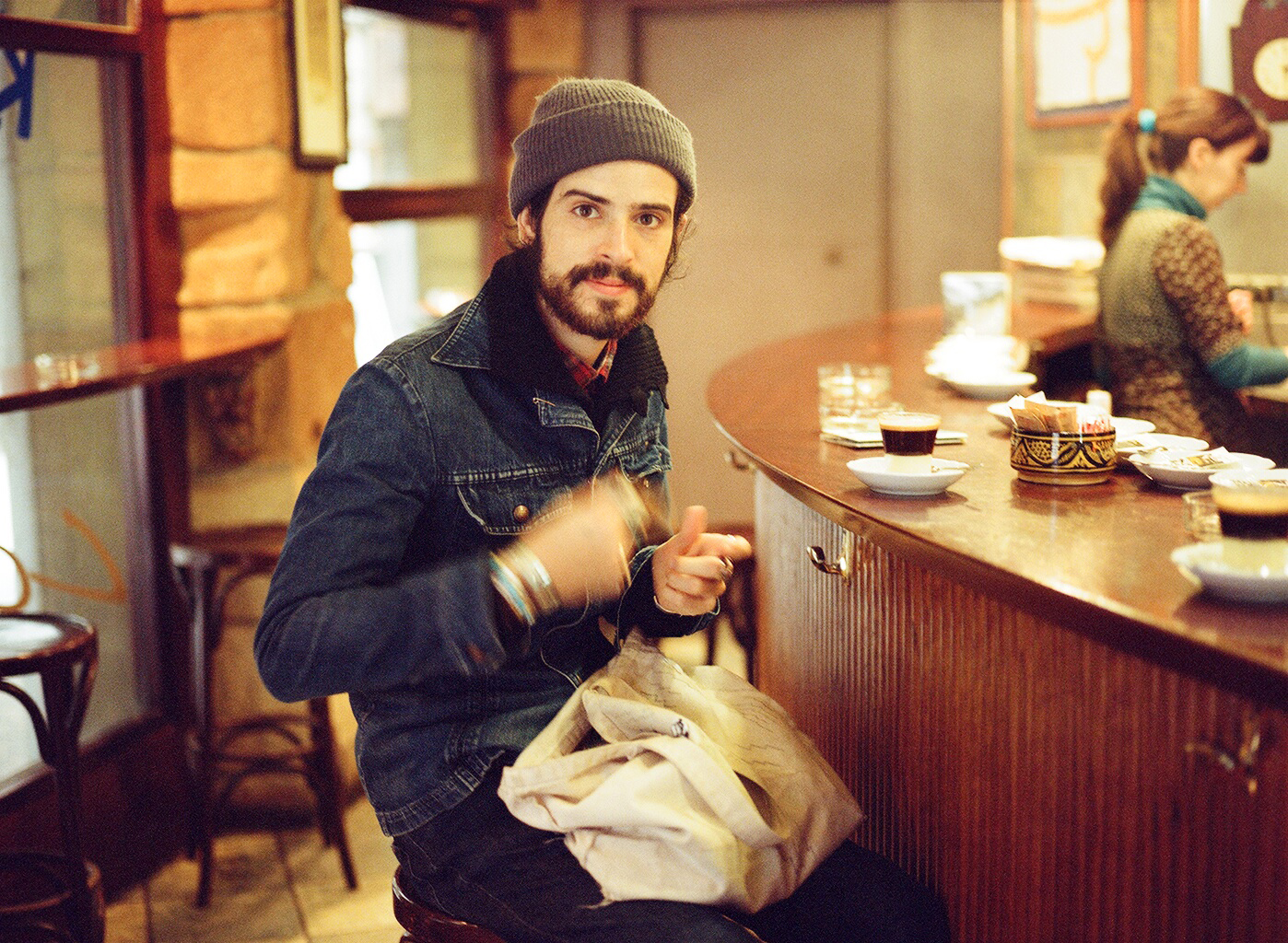
Devendra Banhart brukar förknippas med genren.

Freak folk är en musikgenre som innehåller element av folkmusik, avant-garde och psykedelisk musik. Genren har sitt ursprung i slutet av 1960-talet och fick ett uppsving under 2000-talet.